# 银狼
银狼是米哈遊開發的電子遊戲《崩壞：星穹鐵道》中的虛構角色，她是遊戲中虛構組織「星核獵手」的成員。银狼的中文配音為Hanser，日文配音為阿澄佳奈，韓文配音為張美，英文配音為梅麗莎·法恩。

## 創作及設計
銀狼在《崩壞：星穹鐵道》遊戲公測時就是临时可玩角色，在開拓任務「今天是昨天的明天」中玩家將短暫操控卡芙卡和銀狼。遊戲1.1版本更新後，玩家可以透過「躍遷」的方式獲得可玩角色銀狼。1.1版本更新前，米哈遊於2023年6月2日發佈了銀狼的角色預告影片「有點意思」，展示銀狼的戰鬥動畫和技能。在製作組的設定中，銀狼是將宇宙視為遊戲的超級駭客，來自駭客的星球「朋克洛德」。銀狼掌握了能够修改现实数据的「以太编辑」能力，可以隨時傳送身邊的事物、駭入各種防禦系統。
银狼在形象上與《崩壞3rd》中的「乌拉尔银狼」布洛妮娅·扎伊切克相似，而設定又與《崩壞3rd》世界泡中的駭客角色「迷城駭兔」布朗尼類似。银狼的中文配音為Hanser，日文配音為阿澄佳奈，這兩位同時都是《崩壞3rd》角色布洛妮娅·扎伊切克的配音員。银狼的韓文配音為張美，英文配音為梅麗莎·法恩。

## 作品中表現

### 角色故事
銀狼是星核獵手中最後一位加入的成員，是將宇宙視為遊戲的超級駭客。銀狼曾与螺丝咕姆駭客大戰，最終進攻失敗。在開拓任務「今天是昨天的明天」中，銀狼按照艾利歐的劇本，將反物質軍團引到太空站「黑塔」，後與卡芙卡駭入太空站系統，找到星核，放入事先準備好的星核載體中，然後揚長而去。在同行任务「朋克洛德精神」中，銀狼再次駭入空间站「黑塔」，意圖尋找名为「朋克洛德精神」的游戏卡带，在「模擬宇宙」中再次遭遇螺丝咕姆與黑塔，最終因76個遊戲帳號被黑塔凍結，倉皇逃出「模擬宇宙」。

### 角色玩法
银狼是5星虚无命途的量子属性角色。银狼的普通攻擊可以對敵方單體造成量子屬性傷害。银狼的战技在攻击敌人之后，有几率给敌人植入一个我方角色属性的弱点，同时降低敌人这个属性的抗性。銀狼的終結技可以让受到攻击的单个敌人减少自身的防御力。3.4版本，银狼迎来加强，其终结技可以让场上的所有敌人防御力降低。

## 宣傳

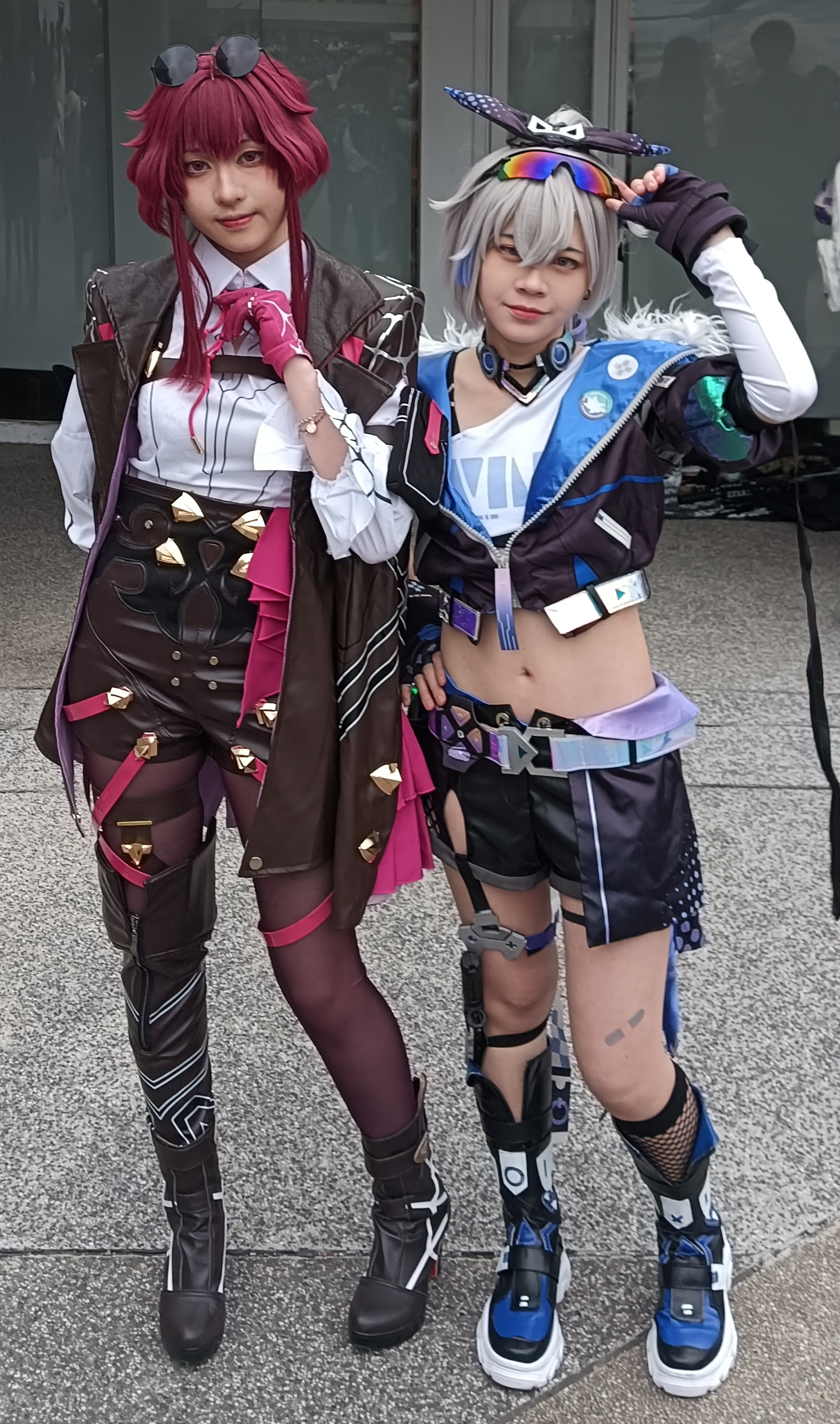
卡芙卡（左）和銀狼（右）的角色扮演者

《崩壞：星穹鐵道》1.1版本更新前推出宣傳活動「請注意！你的系統即將被入侵！」，只要一定數量玩家參與活動、換上銀狼頭像，米哈遊就會發放遊戲內獎勵。2023年6月17日，《崩壞：星穹鐵道》通過遊戲內郵箱，全服發放以銀狼口吻的郵件以及遊戲內獎勵，郵件大意爲「遊戲系統被銀狼駭入，銀狼決定藉此慷慨發放遊戲道具獎勵」。遊戲內公告欄圖片也全部替換爲銀狼的大頭貼。
2023年8月，臺灣COMEBUY與《崩壞：星穹鐵道》合作推出3款角色聯名飲品「卡芙卡·玩火」「刃·鳳椰玩火」「銀狼·玩火搖果樂」，還隨飲品附贈包含卡芙卡角色形象的遊戲虛寶卡、專屬角色貼紙、專屬杯墊等禮品。活動首日8月1日COMEBUY門店就被粉絲包圍，整整12小時都持續出現排隊人潮。

## 反響及評價
評論員對银狼的角色玩法有較爲正面的評價。《運動畫刊》評論員認爲銀狼修改角色弱點的能力使得遊戲變得十分有趣。Eurogamer評論員認爲銀狼最適合給敵方帶來減益、爲敵方增加元素弱點。Pocket Tactics評論員評價銀狼是單體大額輸出傷害的角色，雖然缺乏對群能力，但通過減益和創造弱點的能力，而成爲各種戰鬥隊伍中珍貴的關鍵角色。4Gamers評論員稱讚銀狼的用途相當靈活且廣泛，讓玩家集中資源打造純色隊伍時，不必擔憂沒對應屬性打不出傷害。Dexerto評論員稱讚銀狼是強大的減益角色，可以選擇對應隊友的元素屬性給敵方添加元素弱點，當與強力輸出角色組隊時可以橫掃戰場。

## 外部連結
- YouTube上的《崩坏：星穹铁道》银狼角色PV——「有点意思」
- YouTube上的《崩坏：星穹铁道》走近星穹——「银狼：宇宙第一天才骇客！」
- bilibili上的《崩坏：星穹铁道》银狼角色PV——「有点意思」
- bilibili上的《崩坏：星穹铁道》走近星穹——「银狼：宇宙第一天才骇客！」